# Ronde van Lombardije 1924
De Ronde van Lombardije 1924 was de 20e editie van deze eendaagse Italiaanse wielerwedstrijd, en werd verreden op zondag 9 november 1924. Het parcours leidde van Milaan naar Milaan en ging over een afstand van 250 kilometer. De wedstrijd werd voor het tweede jaar op rij gewonnen door de Italiaan Giovanni Brunero na een solo van 94 kilometer.

## Uitslag
| Ronde van Lombardije 1924 |                     |                             |          |
| Plaats                    | Naam                | Ploeg                       | Tijd     |
| Winnaar                   | Giovanni Brunero    | Legnano-Pirelli             | 8u38'23" |
| 2                         | Costante Girardengo | Maino                       | +7'44"   |
| 3                         | Pietro Linari       | Legnano-Pirelli             | z.t.     |
| 4                         | Alfredo Binda       | La Française-Diamant-Dunlop | z.t.     |
| 5                         | Ezio Cortesia       |                             | +13'19"  |
| 6                         | Gaetano Belloni     | Legnano-Pirelli             | +18'01"  |
| 7                         | Pietro Bestetti     | Maino                       | z.t.     |
| 8                         | Michele Robotti     |                             | z.t.     |
| 9                         | Adriano Zanaga      | Legnano-Pirelli             | z.t.     |
| 10                        | Alfredo Dinale      |                             | z.t.     |

1905 · 1906 · 1907 · 1908 · 1909 · 1910 · 1911 · 1912 · 1913 · 1914 · 1915 · 1916 · 1917 · 1918 · 1919 · 1920 · 1921 · 1922 · 1923 · 1924 · 1925 · 1926 · 1927 · 1928 · 1929 · 1930 · 1931 · 1932 · 1933 · 1934 · 1935 · 1936 · 1937 · 1938 · 1939 · 1940 · 1941 · 1942 · 1943 · 1944 · 1945 · 1946 · 1947 · 1948 · 1949 · 1950 · 1951 · 1952 · 1953 · 1954 · 1955 · 1956 · 1957 · 1958 · 1959 · 1960 · 1961 · 1962 · 1963 · 1964 · 1965 · 1966 · 1967 · 1968 · 1969 · 1970 · 1971 · 1972 · 1973 · 1974 · 1975 · 1976 · 1977 · 1978 · 1979 · 1980 · 1981 · 1982 · 1983 · 1984 · 1985 · 1986 · 1987 · 1988 · 1989 · 1990 · 1991 · 1992 · 1993 · 1994 · 1995 · 1996 · 1997 · 1998 · 1999 · 2000 · 2001 · 2002 · 2003 · 2004 · 2005 · 2006 · 2007 · 2008 · 2009 · 2010 · 2011 · 2012 · 2013 · 2014 · 2015 · 2016 · 2017 · 2018 · 2019 · 2020 · 2021 · 2022 · 2023 · 2024 · 2025